# مايك غرين (لاعب هوكي جليد)
مايك غرين هو لاعب هوكي جليد كندي، ولد في 12 أكتوبر 1985 في كالغاري في كندا.

## وصلات خارجية
- الموقع الرسمي
- مايك غرين على موقع دوري الهوكي الوطني (الإنجليزية)
- مايك غرين على موقع قاعة مشاهير الهوكي (لاعب أن.إتش.أل) (الإنجليزية)
- مايك غرين على موقع EliteProspects.com (الإنجليزية)
- مايك غرين على موقع HockeyDB.com (الإنجليزية)
- مايك غرين على موقع Hockey-Reference.com (الإنجليزية)